# Orthotylus bilineatus
Orthotylus bilineatus is een wants uit de familie van de blindwantsen (Miridae). De soort werd het eerst wetenschappelijk beschreven door Carl Fredrik Fallén in 1807.

## Uiterlijk
De langwerpig gevormde blindwants is als volwassen dier altijd macropteer en kan 4,5 tot 5,5 mm lang worden. De wants is bleekgroen of geelgrijs van kleur en heeft een bruine tekening. De verharde voorvleugels zijn in het midden donker, net als het gebied rond het scutellum. Het scutellum zelf heeft vaak een donker middenstuk. Van het halsschild zijn de voorkant en de achterste hoekpunten meestal donkerbruin. De kop heeft een langgerekte bruine vlek. Het doorzichtige deel van de voorvleugels is grijs met bruine aders. De pootjes zijn geheel groen, de antennes geheel donker.

## Leefwijze
De soort kent een enkele generatie per jaar en overwintert als eitje. De volwassen dieren worden van juni tot september uitsluitend gevonden op ratelpopulier (Populus tremula).

## Leefgebied
De wants is in Nederland zeldzaam. Het verspreidingsgebied is Palearctisch, van Europa tot aan de Kaukasus en van West-Siberië tot Japan in Azië.